# کتاب خنده و فراموشی
کتاب خنده و فراموشی (به چکی: Kniha smíchu a zapomnění) رمانی از میلان کوندرا نویسنده چک-فرانسوی است. این رمان مشتمل بر هفت راوی جداگانه‌است با داستان‌هایی که مضامین مشترکی دارند. کتاب به بررسی طبیعت فراموشی در تاریخ، سیاست و به طور کلی زندگی می‌پردازد. داستان عناصری از رئالیسم جادویی در خود دارند.

## چکیده داستان
- بخش اول: نامه‌های گمشده
- بخش دوم: مادر
- بخش سوم: فرشتگان
- بخش چهارم: نامه‌های گمشده
- بخش پنجم: لیتست
- بخش ششم: فرشتگان
- بخش هفتم: مرز